# Pavetta birmahica
Pavetta birmahica är en måreväxtart som beskrevs av Cornelis Eliza Bertus Bremekamp. Pavetta birmahica ingår i släktet Pavetta och familjen måreväxter.
Artens utbredningsområde är Burma. Inga underarter finns listade i Catalogue of Life.